# Sant Esteve de Palautordera
Sant Esteve de Palautordera település Spanyolországban, Barcelona tartományban. Lakosainak száma 3080 fő (2024).

## Földrajza
Sant Esteve de Palautordera Fogars de Montclús, Santa Maria de Palautordera és Sant Pere de Vilamajor községekkel határos.

## Népesség
A település lakosságának változását az alábbi diagram mutatja:
| Lakosok száma | 792  | 677  | 813  | 782  | 1043 | 1798 | 2458 | 2532 | 2820 | 3080 |
|               | 1717 | 1887 | 1936 | 1960 | 1986 | 2004 | 2009 | 2014 | 2019 | 2024 |